# 328 (tal)
328 är det naturliga talet som följer 327 och som följs av 329.

## Inom vetenskapen
- 328 Gudrun, en asteroid.

## Inom matematiken
- 328 är ett jämnt tal
- 328 är ett sammansatt tal
- 328 är ett defekt tal
- 328 är ett palindromtal i det ternära talsystemet.
- 328 är summan av de femton första primtalen